# Iolaphilus ugandae
Iolaphilus ugandae är en fjärilsart som beskrevs av Henry Stempffer 1954. Iolaphilus ugandae ingår i släktet Iolaphilus och familjen juvelvingar. Inga underarter finns listade i Catalogue of Life.